# Una pistola per cento bare
Una pistola per cento bare è un film del 1968 diretto da Umberto Lenzi.

## Trama
Jim è un testimone di Geova che in ossequio alla sua religione rifiuta le armi e per questo viene arrestato in quanto disertore durante una guerra. Quando il conflitto cessa, Jim riceve la grazia, torna a casa e scopre che i suoi genitori sono stati uccisi. In quel momento decide di vendicare la sua famiglia anche se ciò vorrà dire tradire la sua fede.